# Стебницький Ієронім Іванович
Стебни́цький Ієроні́м Іва́нович (рос. Стебницкий Иерони́м Ива́нович, 1832—1897) — географ-топограф, член-кореспондент Петербурзької Академії наук та керував топографічними експедиціями в Закавказзі, Середній Азії, Туреччині та Ірані, начальник Військово-топографічного відділу Головного штабу російської армії, генерал від інфантерії.

## Життєпис
Народився 30 вересня 1832 року у селі Волянщині Житомирського повіту Волинської губернії (тепер Хорошівського району Житомирської області), де його батько служив управителем маєтку поміщиці Катерини Сорочинської, дочки фельдмаршала М. І. Кутузова.
У 1844 р. батько Стебницького придбав один із кутузівських маєтків — село Кропивню і переїхав до нього з родиною. Цим маєтком з прилеглими селами Зарубинкою, Стебницею, Руднею-Закоморнею та низкою невеликих хуторів Стебницькі володіли до 1907 р.
Стебницькі — дворянський рід герба Пржестрфал, який одержав дворянське звання в Угорщині 1482 року. Одна із гілок роду поселилась на українських землях у 1723 р. Рід Стебницьких занесено до 1-ї частини родословної книги Волинської губернії.
Життєвий і творчий шлях І. І. Стебницького ґрунтовно дослідили радянські вчені З. К. Новокшанова і Ф. О. Шибанов.
У 1844 р. І.Стебницький був зарахований до молодшого класу Інституту Корпусу інженерів шляхів сполучення, який блискуче закінчив 1852 р. із занесенням його імені на Мармурову дошку інституту з найменуванням «найвідміннішого». Молодого фахівця було направлено на будівництво Санкт-Петербурзько-Варшавської залізниці, а у 1856 р. як здібного військового інженера відрядили на навчання до Геодезичного відділення Академії Генерального штабу зразу на другий курс (старший клас). Під час навчання в Академії проходив практику в Пулковській обсерваторії.
У 1860 р. І.Стебницького направляють у Військово-топографічний відділ Кавказького військового округу для виконання тріангуляційних робіт. З цього часу більш як 25-річний період його виробничої та наукової діяльності пов'язаний із Кавказом.
До 1867 р. включно І. Стебницький працював на тріангуляції Північного Кавказу (до 1865 р. на польових роботах, пізніше — на обчисленнях).
1 січня 1867 р. І.Стебницького призначають начальником Військово-топографічного відділу Кавказького військового округу. Перебуваючи на цій посаді, вже в чині полковника, а згодом генерал-майора, особисто виконує важливі військово-топографічні зйомки, астрономічні спостереження і картографічні роботи на Кавказі, в Закаспійській області, Малій Азії, Персії.
У 1879—1881 рр. брав участь у встановленні та демаркації російсько-турецького кордону. За видання 40-верстної карти Кавказу (1868) Російське географічне товариство нагородило І. Стебницького малою золотою медаллю.
У 1870 р. вийшла праця вченого «Об отклонении отвесных линий притяжением Кавказких гор», що возвеличила його як визначного геодезиста. За цю працю І. Стебницький 1872 року відзначений Костянтинівською медаллю — найвищою нагородою Російського географічного товариства. Крім геодезичних і картографічних робіт він займається також питаннями картометрії, статистики і країнознавства. За плідну наукову діяльність І. Стебницький був удостоєний звання члена-кореспондента Петербурзької АН (1878).
Наприкінці 1885 р. І. Стебницький був призначений начальником Військово-топографічного відділу Головного штабу. За час керівництва Відділом, Військово-топографічним училищем і Корпусом військових топографів упровадив низку нововведень, що сприяли їх зміцненню. Поряд з основною роботою у Військово-топографічному відділі Головного штабу І. Стебницький проводив велику науково-громадську діяльність у Російському географічному товаристві, Російському астрономічному товаристві та багатьох комісіях. З 1887 р. був головою відділення математичної географії, а з 1889 р. — помічником голови Російського геогра-фічного товариства та головою комісії з вивчення розподілу сили тяжіння в Росії. І. Стебницький є автором понад 90 наукових праць.
У грудні 1896 р. І. Стебницький подав рапорт про відставку у зв'язку з погіршенням здоров'я.
29 січня 1897 р. він помер у Петербурзі.
- Дочка Стебницького Ольга Ієронімівна, що займалася літературною, педагогічною і громадською діяльністю, була одружена з військовим інженером Л. П. Капицею. У Кронштадті в 1894 р. у них народився син — майбутній академік АН СРСР Петро Леонідович Капиця (1894—1984), всесвітньовідомий фізик, почесний доктор дев'яти університетів і чотирнадцяти іноземних академій. У сім'ї сина Віктора Ієронімовича (юриста, який займався історією юриспруденції у кавказьких горців) і Софії Христофорівни Стебницьких у 1894 р. в Петербурзі народилась дочка — видатний історик-сходознавець, член-кореспондент АН СРСР Ніна Вікторівна Пігулевська (1894—1970).[4]